# Чімабуе
Чімабуе (італ. Cimabue; бл. 1240 — після 1302) — італійський художник, живописець, майстер мозаїки. Представник флорентійської школи пізніх двохсотих (duecento). Народився у Флоренції. Перебував під впливом візантійського живопису. Відійшов від традиційного італійсько-візантійського стилю і стилізації; малював реалістично, з використанням світлотіні. На думку Дж. Вазарі є одним із перших великих художників італійського прото-ренесансу. Помер у Пізі.

## Ім'я
- Чімабуе (італ. Cimabue, МФА: [tʃimaˈbuːe];
- Ченні ді Пепо (італ. Cenni di Pepo / Pepi) — справжнє ім'я.

## З життєпису
Чімабуе походив із шляхетного і заможного родового сімейства. Народився він, згідно зі свідченнями Джорджо Вазарі близько 1240 року.
Митець працював у Флоренції та в сусідніх Ассізі та Пізі, а також у Римі.
Помер Чімабуе, імовірно, відразу після 1302 року.

## Творчість
До початку творення Чімабуе живопис у Італії лишався здебільшого в канонах візантійського стилю, а італійські митці раз-у-раз відтворювали застиглі віддавна встановлені типи зображень, додержуючись одних і тих самих прийомів малювання, колористики, фактично нехтуючи спостереженням натури й можливостями вираження чуттєвості і/або власної індивідуальності.
У перших своїх роботах Чімабуе невідступно тримався вироблених традицією канонів — наприклад, ікона Божої Матері, написана для флорентійської церкви Санта-Триніта́. Однак згодом у творах митця старі, віджилі композиції та фігури почали прибирати більш живого й величавого вигляду, а кольори стали свіжішими та вишуканішими, відтак природнішими. Така переміна в творчості Чімабуе викликала загальне захоплення тодішньої публіки.
Наприкінці життя Чімабуе робив мозаїки в апсиді Пізанського собору.
Твори:
- «Мадонна з янголами», (бл. 1280), Лувр;
- «Мадонна на троні з немовлям і святими» (1280-85), Уффіці;
- фрески трансепта і апсиди верхньої церкви Сан-Франческо в Ассізі (бл. 1290);
- мозаїка «Святий Іоанн» в апсиді собору в Пізі (1301-02).

Значення Чімабуе — як передвісника розквіту мистецтва доби Відродження; учнем митця був великий італійський живописець Джотто.

## Картини

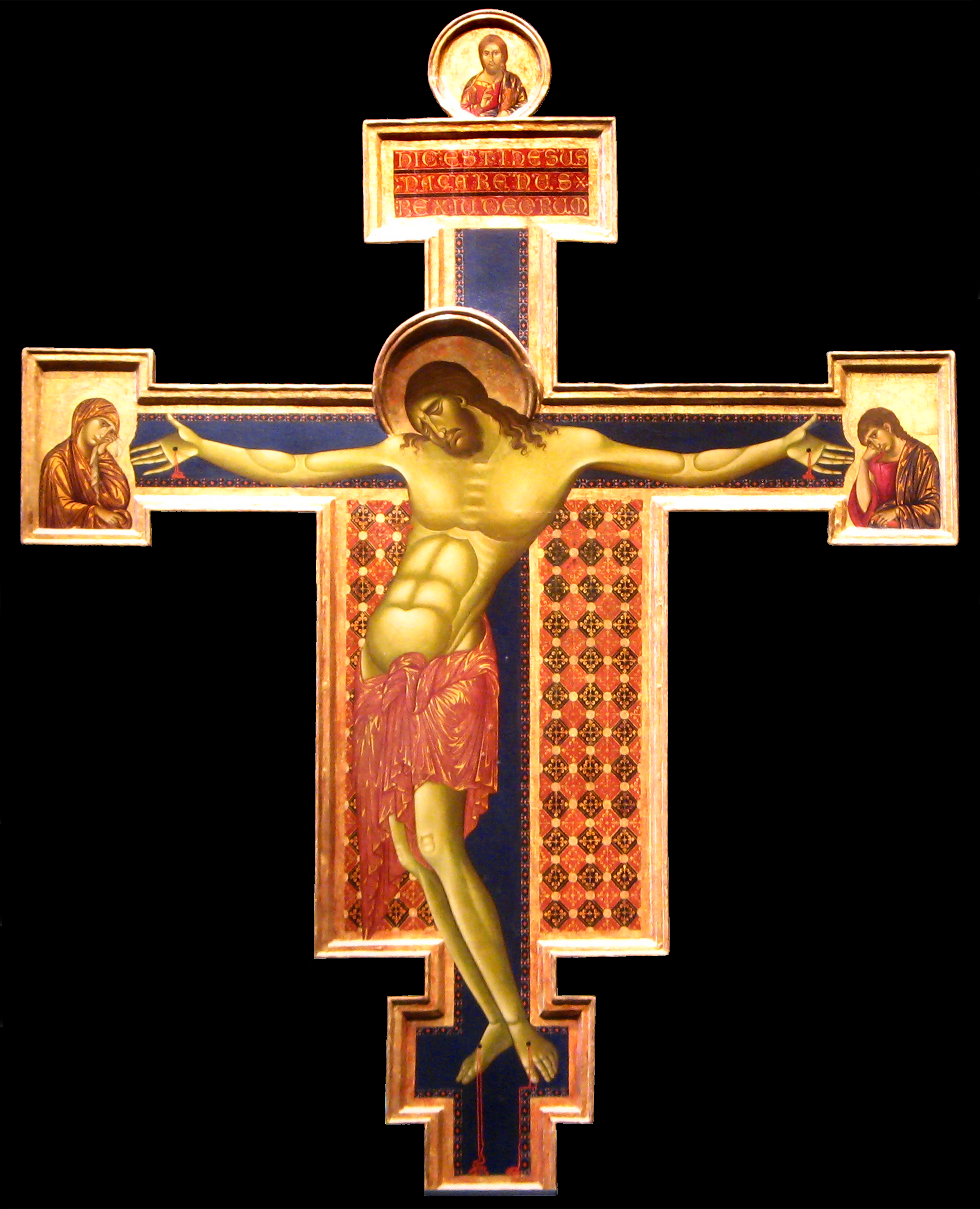
Розп'яття, бл. 1267–1271 Церква св. Доменіка, Ареццо
Маєста, бл. 1280 Лувр, Париж
Hypothetical reconstruction of the Diptych
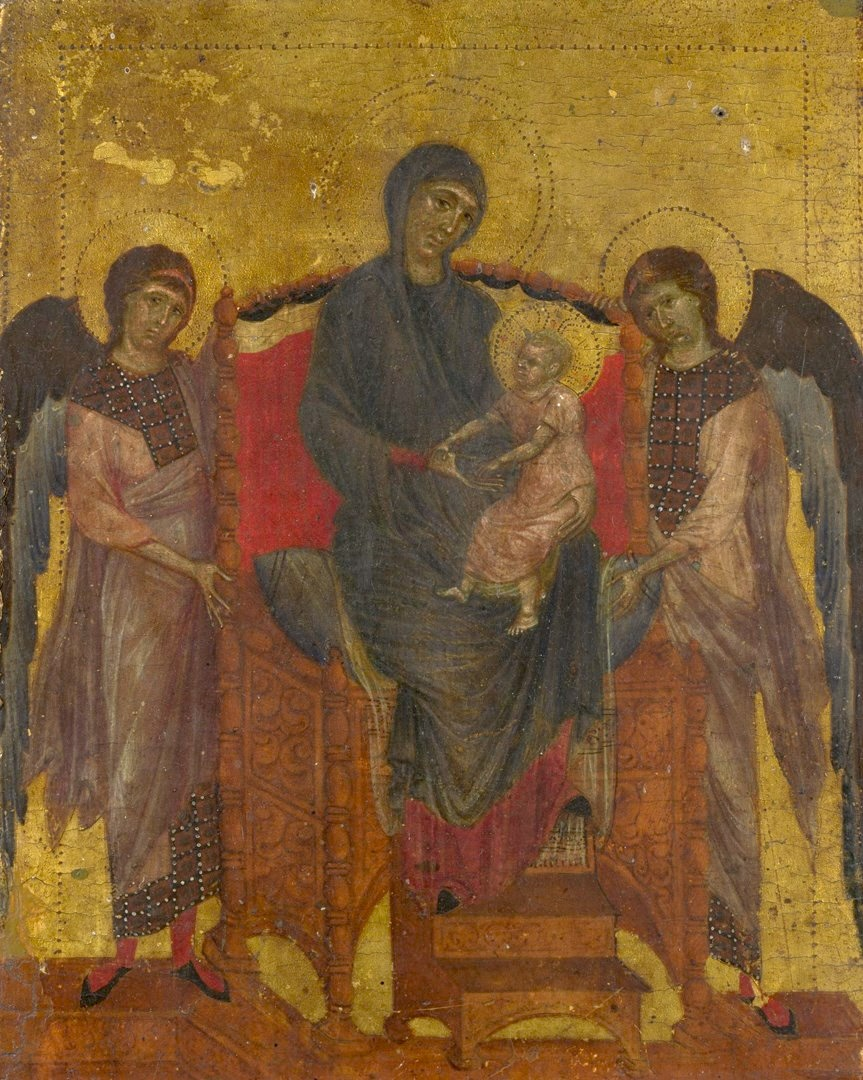
Virgin and Child with Two Angels (c. 1280), National Gallery, London
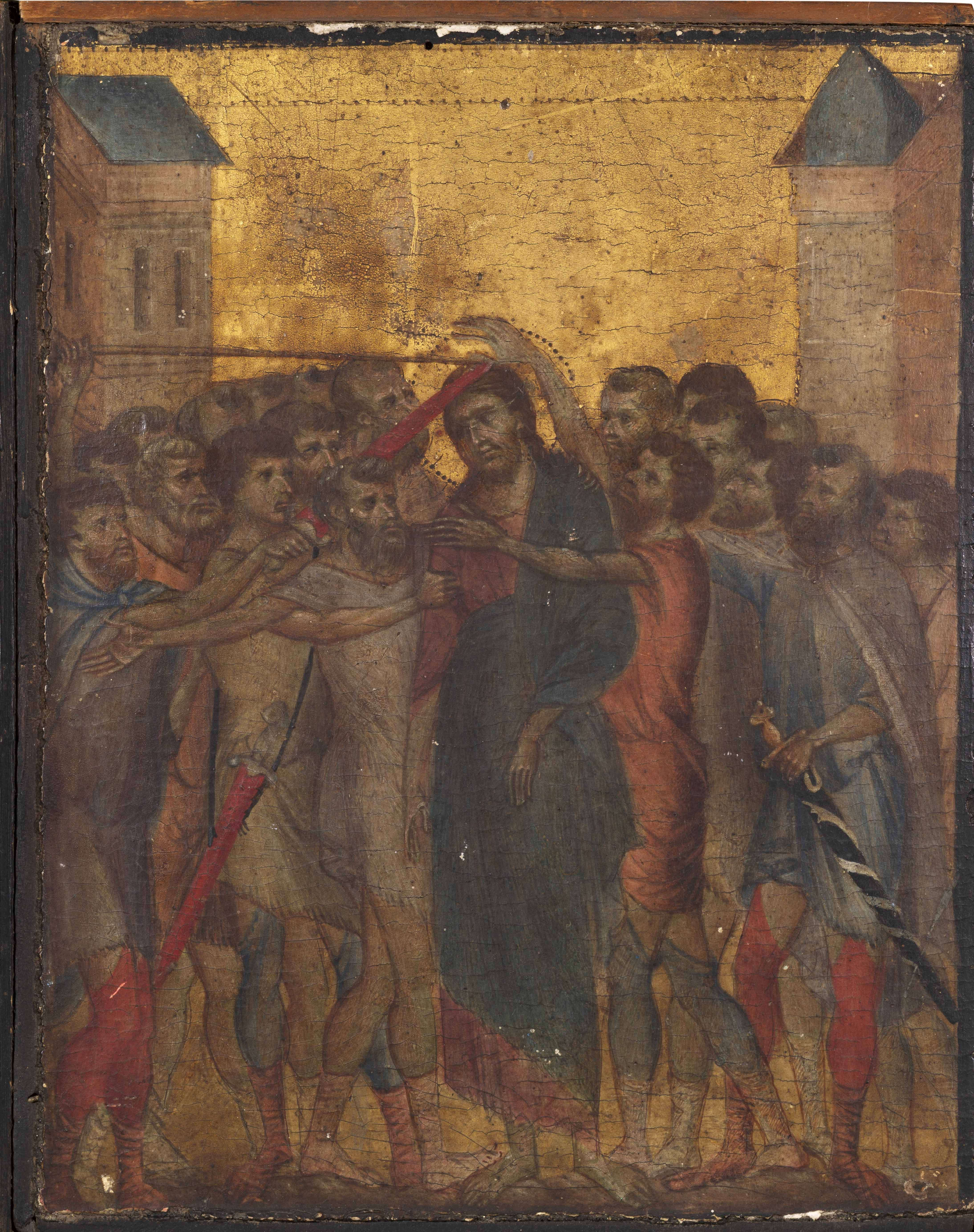
Christ Mocked (c. 1280), sold at auction for €24m in 2019
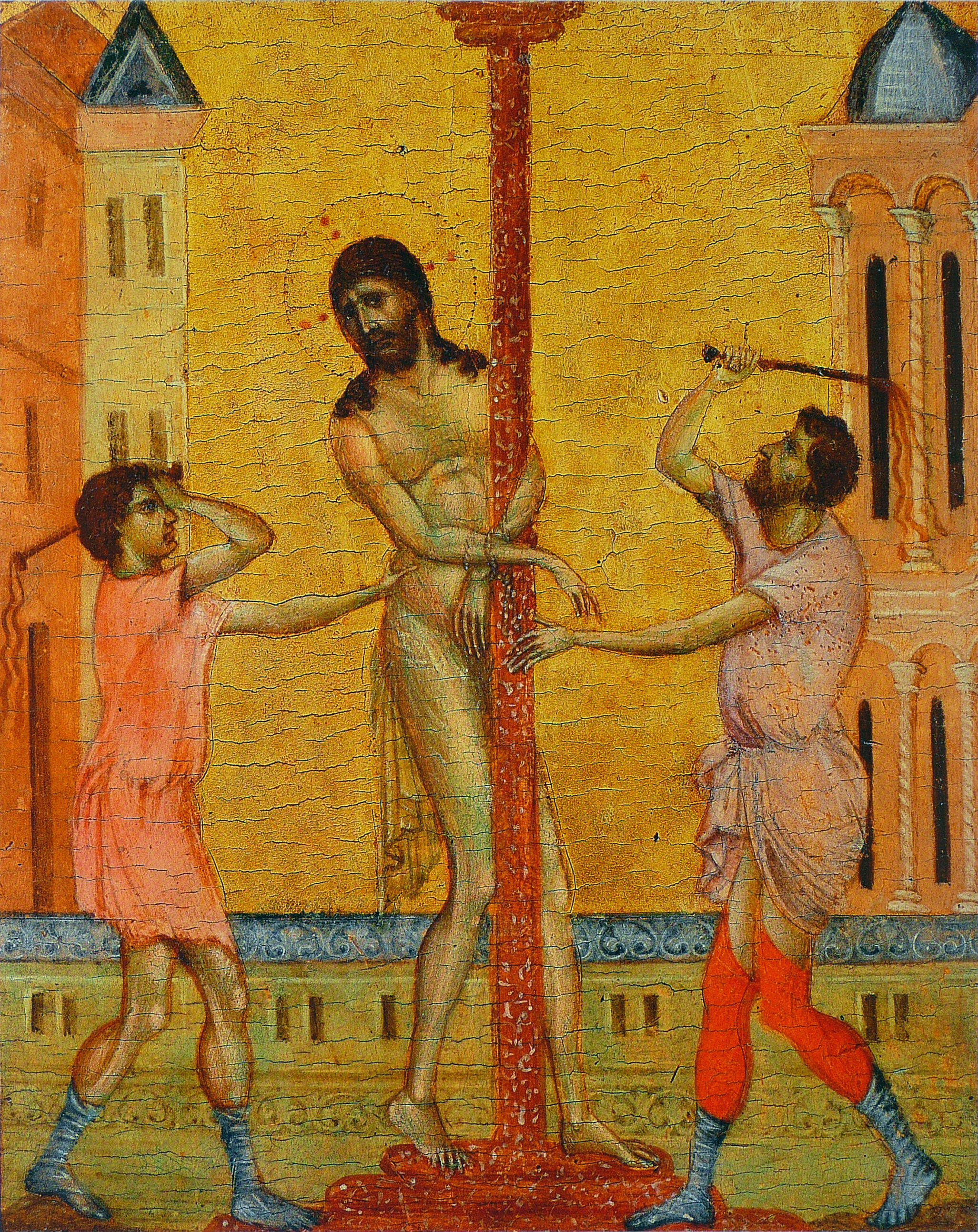
The Flagellation of Christ (c. 1280), Frick Collection, New York
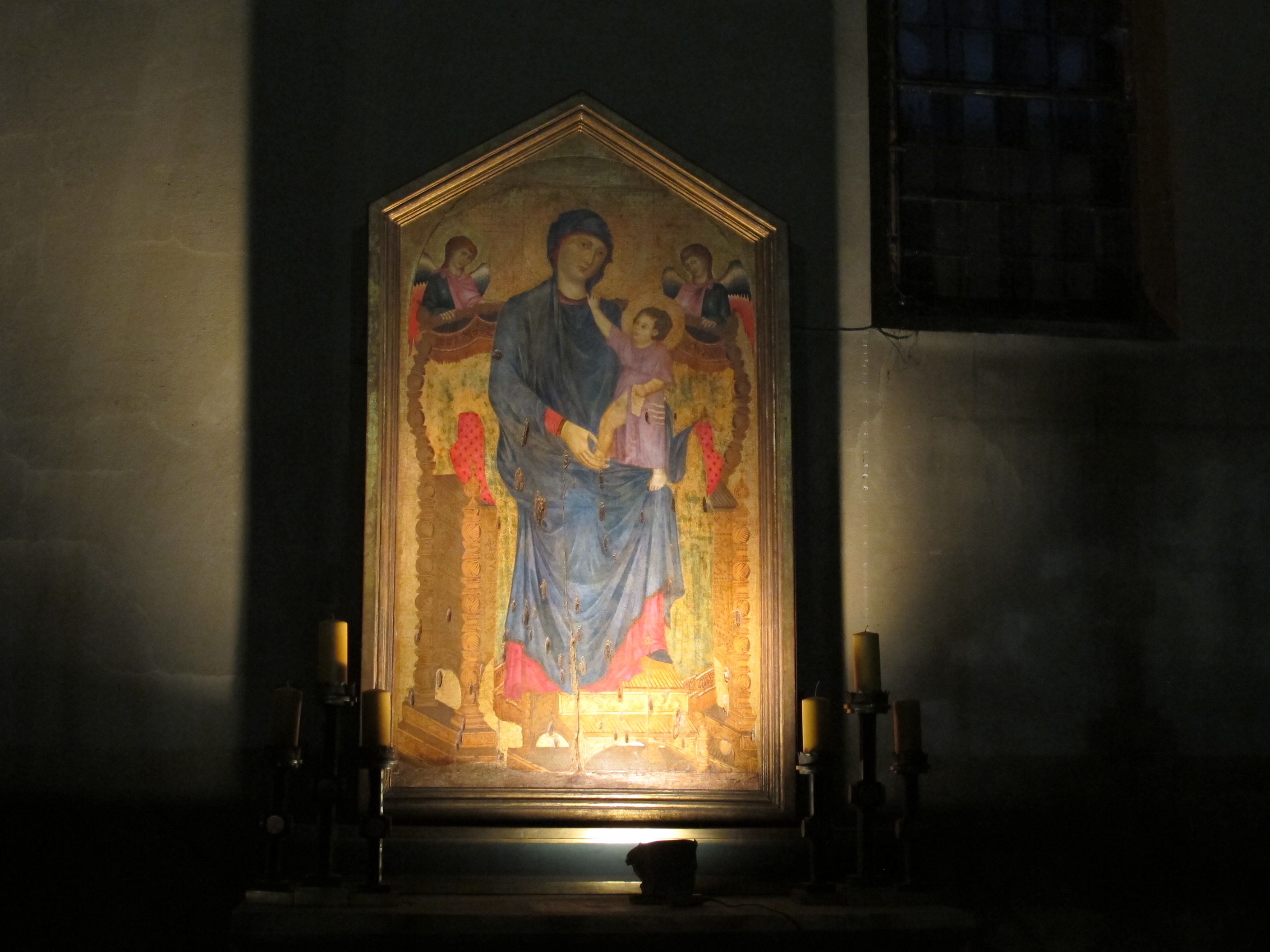
Attributed to Cimabue, Maestà (c. 1280–1285), Santa Maria dei Servi, Bologna
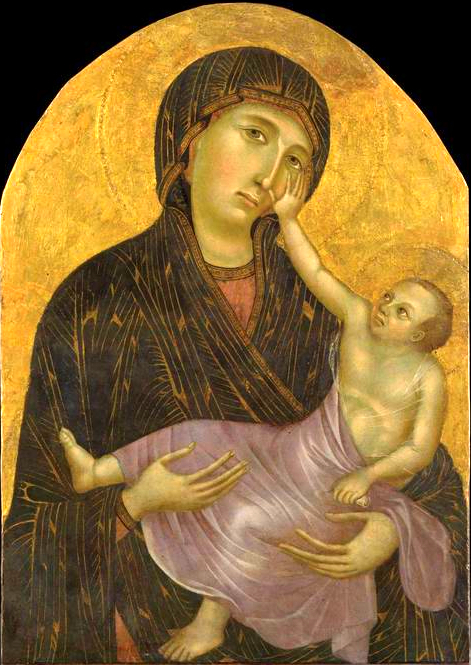
Castelfiorentino Madonna (c. 1283–1284), Museo di Santa Verdiana, Castelfiorentino
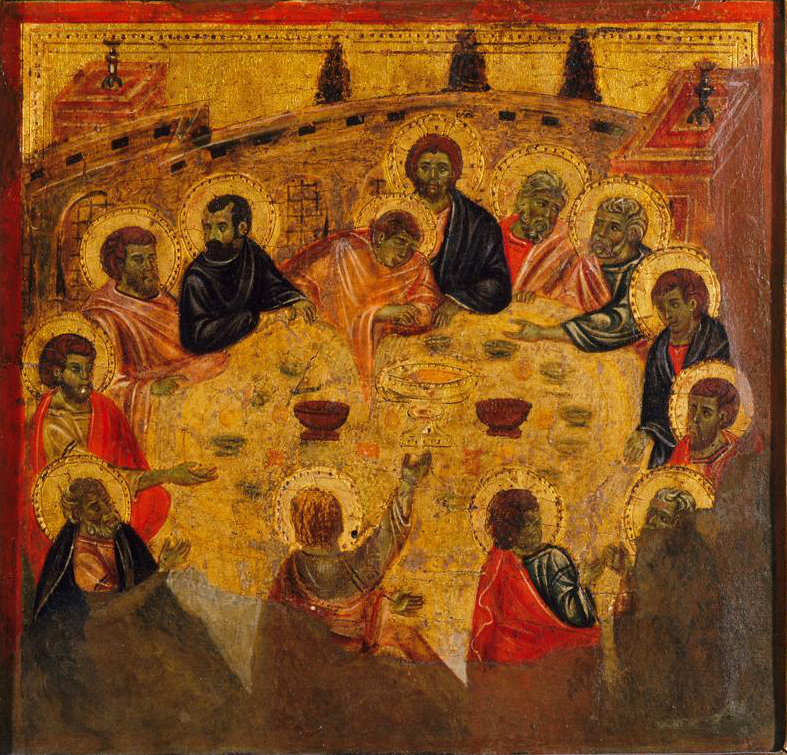
Остання вечеря
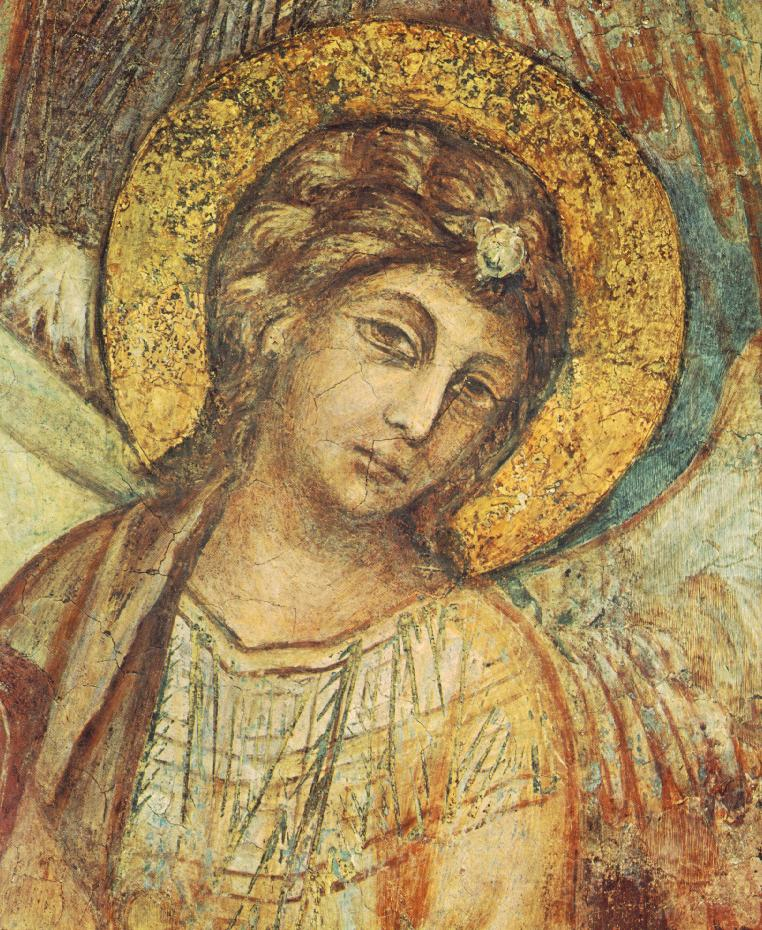
Madonna Enthroned with the Child, St Francis and four Angels (detail)
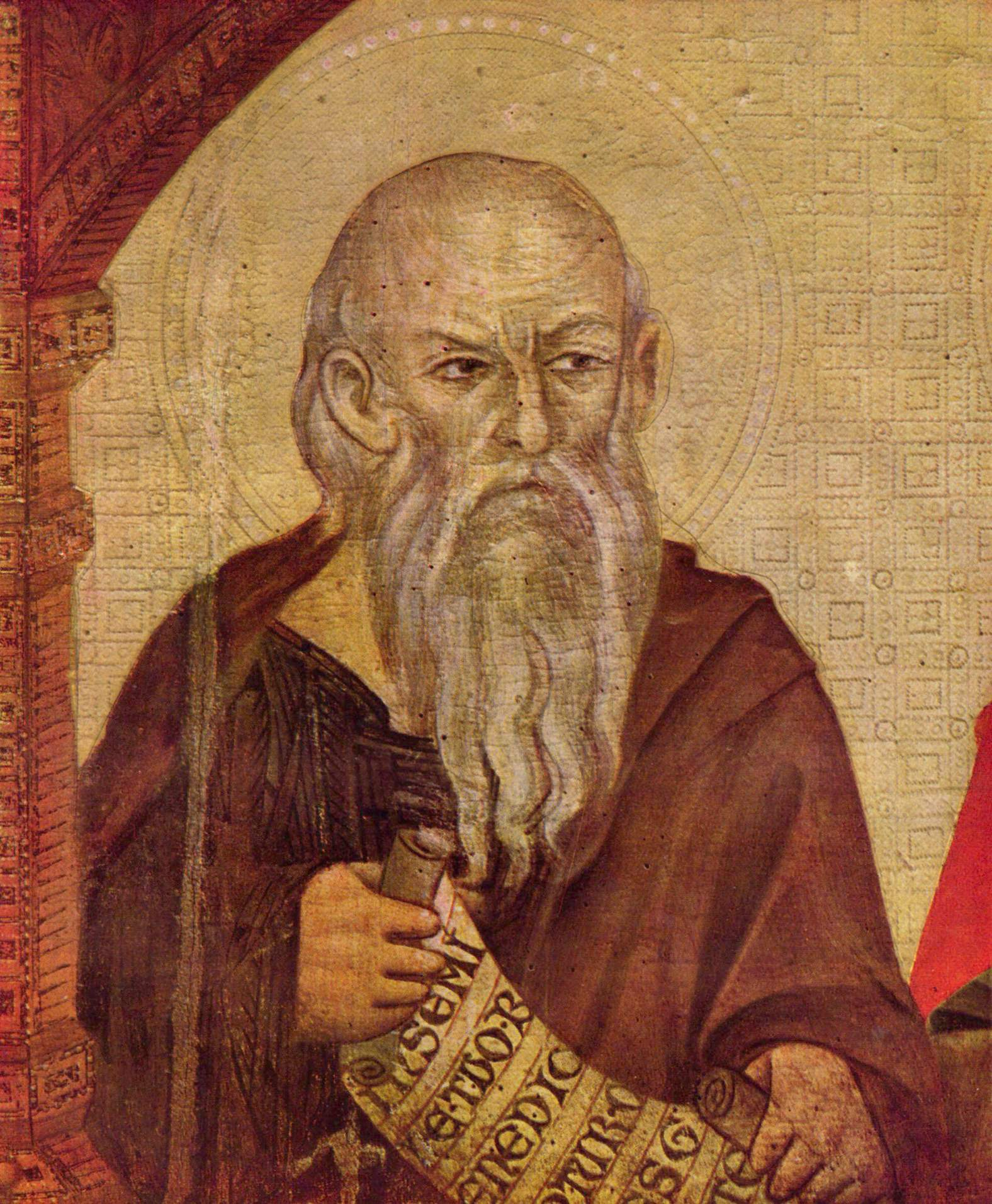
Maestà of Santa Trinita, (detail) Prophet
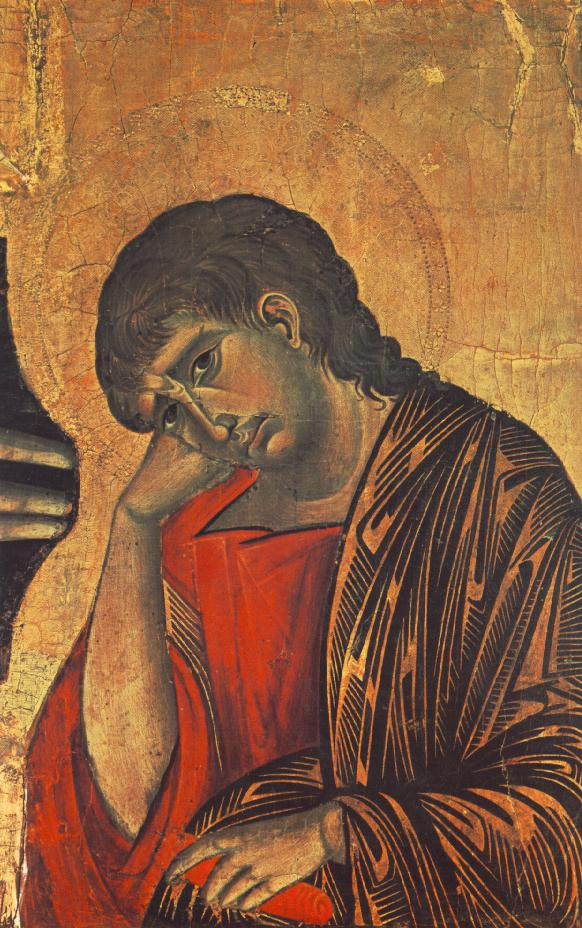
Апостол Іван Деталь «Розп'яття»
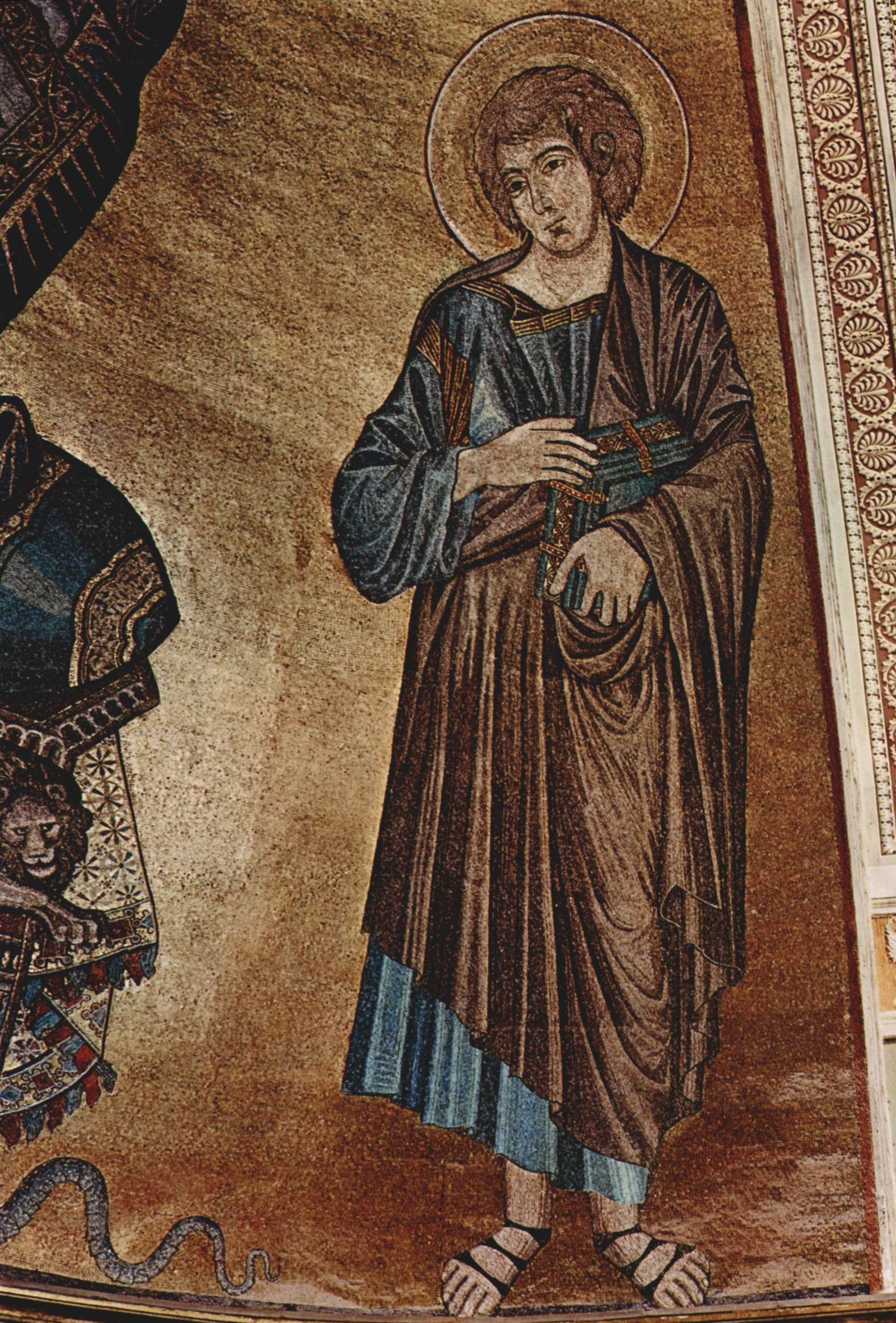
Detail of mosaic Christ enthroned with the Virgin and St John showing St. John the Evangelist
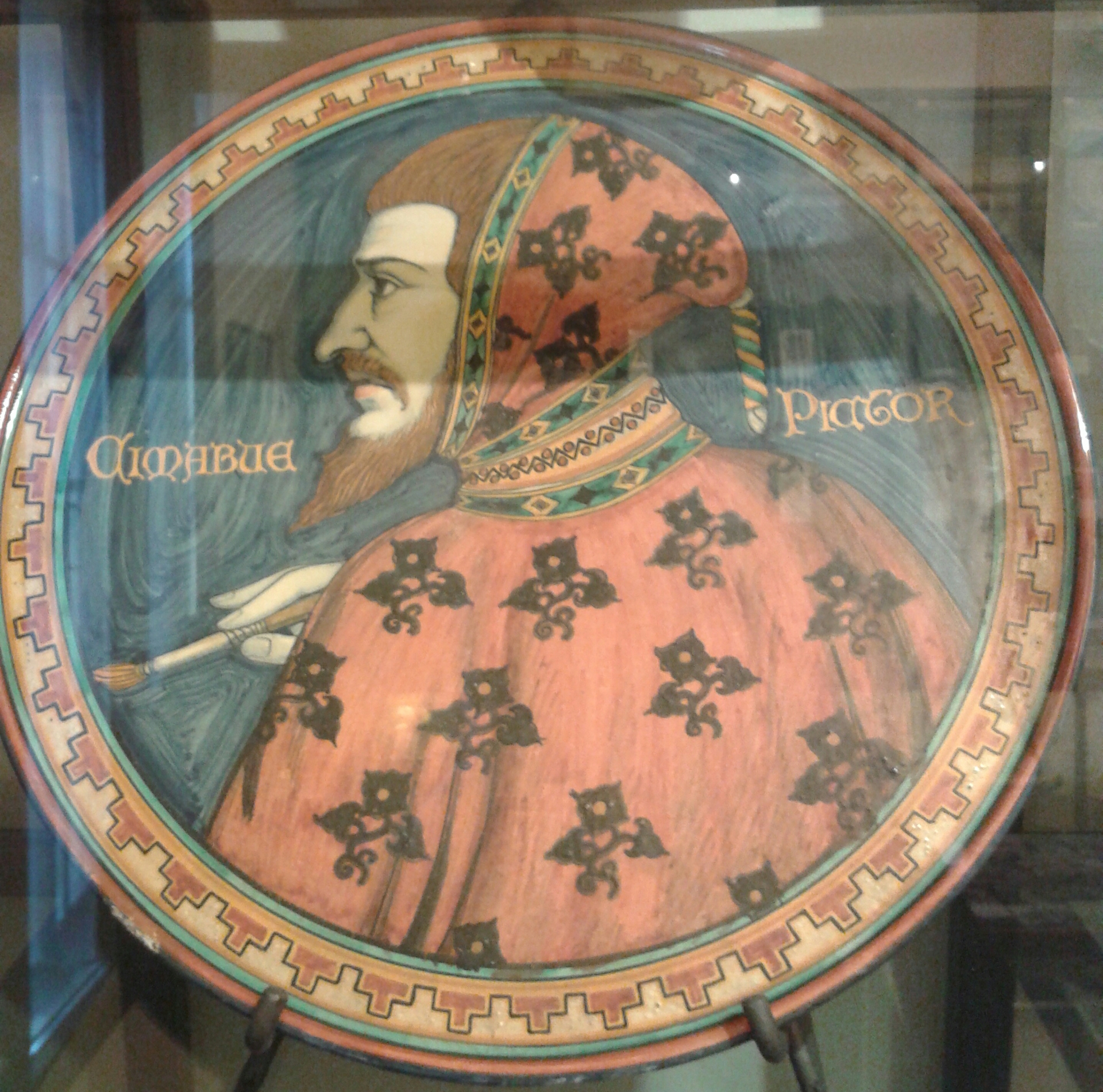
Автопортрет